# Tan Guansan

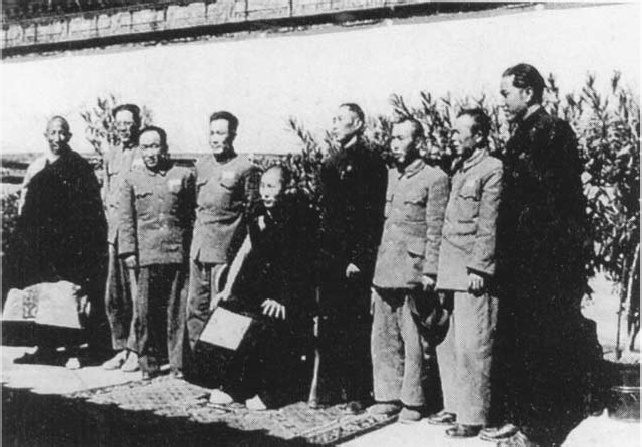
Dirigeants du Comité de travail du Tibet rendant visite au dalaï-lama au palais de Norbulingka, Lhassa, novembre 1951. De gauche à droite : Chikyab Khenpo Ngawang Namgye, Li Jue, Wang Qimei, Zhang Guohua, le 14e dalaï-lama, Zhang Jingwu, Tan Guansan, Liu Zhenguo et Phuntsok Wangyal

Tan Guansan aussi Tan Kuan-san (né dans le Hunan en 1908- mort à Chengdu le 6 décembre 1985) est un général chinois,  commissaire politique de l'Armée populaire de libération au Tibet. 
En 1957, il est membre du Comité préparatoire à l'établissement de la région autonome du Tibet et vice-secrétaire du Comité de travail du Tibet du Parti communiste chinois .
Lors de la révolte de 1959, et avant la fuite du dalaï-lama en exil en Inde, des lettres controversées que lui écrivit le dalaï-lama furent citées ultérieurement par les communistes pour montrer que le dalaï-lama avait été enlevé par les Tibétains contre sa volonté. Ces lettres sont expliquées en détail dans Ma terre et mon peuple la première autobiographie du dalaï-lama.